# Bausch & Lomb Championships 2005 - Doppio
Il doppio del torneo di tennis Bausch & Lomb Championships 2005, facente parte del WTA Tour 2005, ha avuto come vincitrici Bryanne Stewart e Samantha Stosur che hanno battuto in finale Květa Peschke e Patty Schnyder con il punteggio di 6–4, 6–2.

## Teste di serie
1. Assente
2. Lisa Raymond /  Rennae Stubbs (quarti di finale)

1. Elena Lichovceva /  Ai Sugiyama (primo turno)
2. Conchita Martínez /  Virginia Ruano Pascual (primo turno)
3. Alicia Molik /  Martina Navrátilová (semifinali)

## Tabellone

### Legenda
| - Q = Qualificato - WC = Wild card - LL = Lucky loser | - ALT = Alternate - SE = Special Exempt - PR = Protected Ranking | - w/o = Walkover - r = Ritirato - d = Squalificato |